# Julian Jarrold
Julian Edward Peter Jarrold (ur. 15 maja 1960 w Norwich) – brytyjski reżyser telewizyjny i filmowy.

## Filmy kinowe
- Kozaczki z pieprzykiem / Kinky boots (2005)
- Zakochana Jane / Becoming Jane (2007)
- Powrót do Brideshead / Brideshead Revisited (2008)
- Randka z królową / A Royal Night Out (2015)

## Filmy
- Dramarama (serial TV, 1983–1989)
- Children’s Ward (serial TV, 1988–2000)
- Dr Fitz/Cracker (serial TV, 1993 -1996)
- Milczący świadek/Silent Witness (serial TV, 1996–)
- Touching Evil (miniserial, 1997–)
- Kobieta z obrazu/Painted Lady (serial TV, 1997–)
- All the King’s men (film, 1999)
- Wielkie nadzieje/Great Expectations (film, 1999)
- Never Never (film, 2000)
- White Teeth (film, 2002)
- Zbrodnia i Kara/Crime and Punishment (film, 2002)
- Opowieści kanterberyjskie/ The Canterbury Tales (miniserial, 2003 – )

## telewizyjne
- Cywilizacja jaszczurów / Anonymous rex (film, 2004)
- Wilcze prawo: 1974 / Red Riding: In the Year of Our Lord 1974 (film, 2009)
- Kłopotliwy chłopak / Worried About the Boy  (film, 2010)
- U boku oskarżonego / Appropriate Adult (miniserial, 2011–)
- Dziewczyna Hitchcocka / The Girl (film, 2012)
- Wielki napad na pociąg / The Great Train Robbery (miniserial, 2013)
- Świadek oskarżenia / The Witness for the Prosecution (film, 2016)
- The Crown (serial, 2016–)
- Philip K. Dick's Electric Dreams (serial, 2017)

## Wyróżnienia
- Nominacja do nagrody BAFTA (2012) – najlepszy reżyser telewizyjny (fikcja / rozrywka) za serial U boku oskarżonego / Appropriate Adult .
- Nominacja do nagrody Emmy (2013) – najlepsza reżyseria miniserialu, filmu telewizyjnego lub dramatycznego programu specjalnego za film Dziewczyna Hitchcocka / The Girl (2012).
- Nominacja do nagrody specjalnej BIFA (2005) – Nagroda im. Douglasa Hickoxa dla debiutującego reżysera za film Kozaczki z pieprzykiem / Kinky boots (2005).